# مودستوس

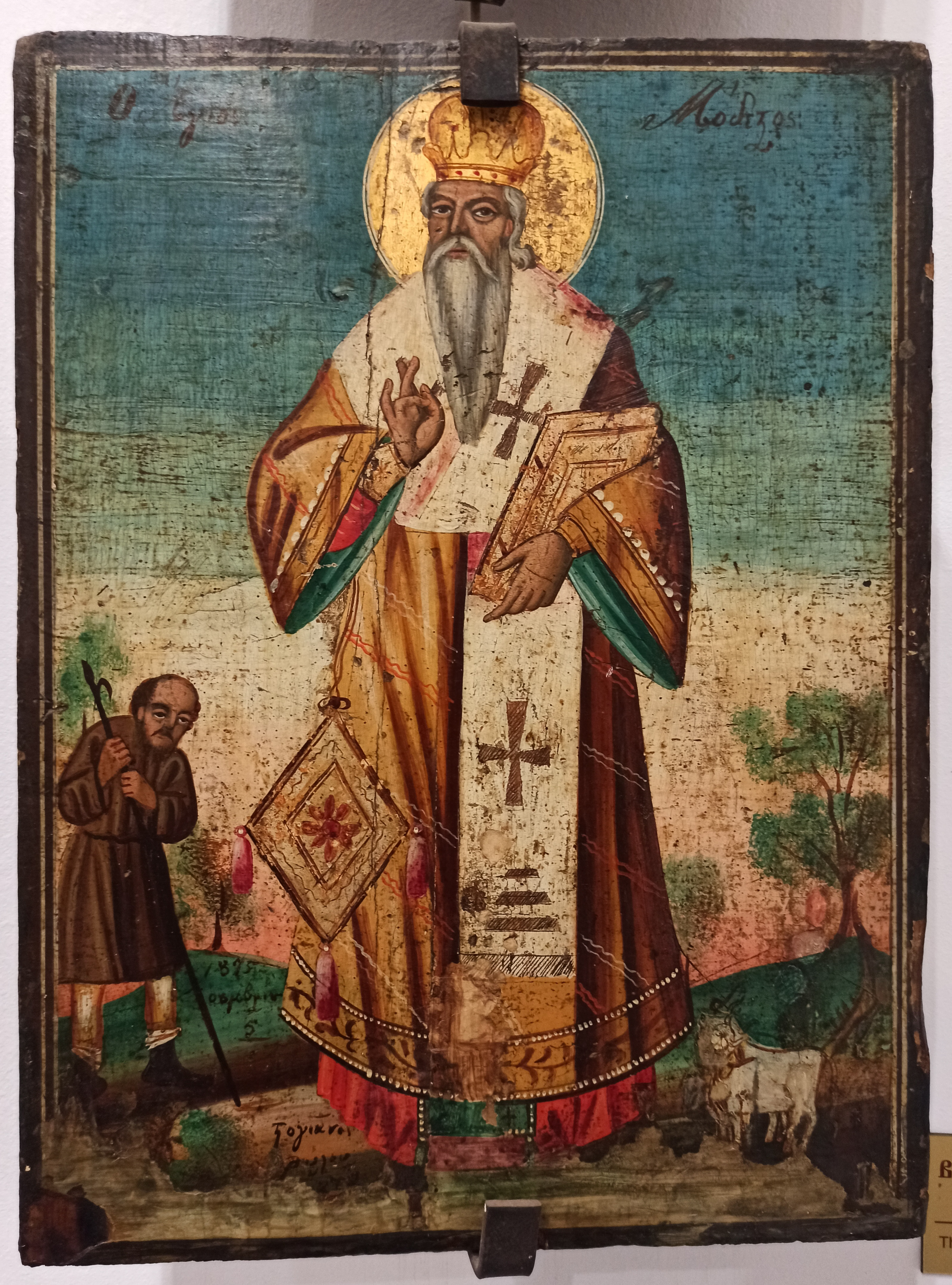
نگاره‌ای از سنت مودستوس - سال ۱۸۵۱ میلادی

مودستوس پاتریارک ارتدوکس یونانی بود که در زمان خسرو پرویز و هنگام تصرف اورشلیم به‌وسیلهٔ ساسانیان، پس از به غنیمت گرفته شدن صلیب راستین، از سوی فرمانده سپاه ساسانی به عنوان حاکم شهر تعیین شد.